# Circuit Franco-Belge 1997
Il Circuit Franco-Belge 1997, cinquantanovesima edizione della corsa, si svolse dal 4 al 6 luglio 1997 su un percorso di 532 km ripartiti in 3 tappe, con partenza da Château d'Estaimbourg e arrivo a Lys-lez-Lannoy. Fu vinto dal belga Mario Aerts della Vlaanderen 2002-Eddy Merckx davanti ai suoi connazionali Hans de Clercq e Geert Van Bondt.

## Tappe
| Tappa  | Data     | Percorso                                      | km  | Vincitore di tappa | Leader cl. generale |
| ------ | -------- | --------------------------------------------- | --- | ------------------ | ------------------- |
| 1ª     | 4 luglio | Château d'Estaimbourg > Château d'Estaimbourg | 176 | Geert Van Bondt    | Geert Van Bondt     |
| 2ª     | 5 luglio | Wasquehal > Templeuve                         | 182 | Karsten Kroon      | Mario Aerts         |
| 3ª     | 6 luglio | Tournai > Lys-lez-Lannoy                      | 174 | Kris Gerits        | Mario Aerts         |
| Totale | Totale   | Totale                                        | 532 |                    |                     |

## Dettagli delle tappe

### 1ª tappa
- 4 luglio: Château d'Estaimbourg > Château d'Estaimbourg – 176 km

| Pos. | Corridore       | Squadra         | Tempo    |
| ---- | --------------- | --------------- | -------- |
| 1    | Geert Van Bondt | Vlaanderen 2002 | 4h05'00" |
| 2    | Franky De Buyst | Tönissteiner    | s.t.     |
| 3    | Hans de Clercq  | Palmans         | s.t.     |

| Pos. | Corridore       | Squadra         | Tempo |
| ---- | --------------- | --------------- | ----- |
| 1    | Geert Van Bondt | Vlaanderen 2002 |       |

### 2ª tappa
- 5 luglio: Wasquehal > Templeuve – 182 km

| Pos. | Corridore        | Squadra    | Tempo    |
| ---- | ---------------- | ---------- | -------- |
| 1    | Karsten Kroon    |            | 4h24'00" |
| 2    | Thierry Marichal | Cedico     | s.t.     |
| 3    | Martin van Steen | Nürnberger | s.t.     |

| Pos. | Corridore   | Squadra         | Tempo |
| ---- | ----------- | --------------- | ----- |
| 1    | Mario Aerts | Vlaanderen 2002 |       |

### 3ª tappa
- 6 luglio: Tournai > Lys-lez-Lannoy – 174 km

| Pos. | Corridore               | Squadra         | Tempo    |
| ---- | ----------------------- | --------------- | -------- |
| 1    | Kris Gerits             | Vlaanderen 2002 | 4h10'00" |
| 2    | Geert Van Bondt         | Vlaanderen 2002 | a 39"    |
| 3    | Jean-Pierre Heynderickx | Cedico          | s.t.     |

| Pos. | Corridore       | Squadra         | Tempo     |
| ---- | --------------- | --------------- | --------- |
| 1    | Mario Aerts     | Vlaanderen 2002 | 12h41'14" |
| 2    | Hans de Clercq  | Palmans         | a 1'23"   |
| 3    | Geert Van Bondt | Vlaanderen 2002 | a 1'26"   |

## Classifiche finali

### Classifica generale
| Pos. | Corridore               | Squadra                     | Tempo     |
| ---- | ----------------------- | --------------------------- | --------- |
| 1    | Mario Aerts             | Vlaanderen 2002-Eddy Merckx | 12h41'14" |
| 2    | Hans de Clercq          | Palmans-Lystex              | a 1'23"   |
| 3    | Geert Van Bondt         | Vlaanderen 2002-Eddy Merckx | a 1'26"   |
| 4    | Kris Gerits             | Vlaanderen 2002-Eddy Merckx | a 1'58"   |
| 5    | Christophe Detilloux    | Lotto-Mobistar-Isoglass     | a 2'21"   |
| 6    | Wim Vansevenant         | Vlaanderen 2002-Eddy Merckx | a 2'40"   |
| 7    | Jean-Pierre Heynderickx | Cedico-Ville de Charleroi   | a 2'43"   |
| 8    | Martin van Steen        | Team Nürnberger             | a 2'44"   |
| 9    | Karsten Kroon           |                             | a 3'05"   |
| 10   | Rik Reinerink           |                             | a 3'15"   |